# اوه یون سو
این یک نام کره‌ای است؛ نام خانوادگی اوه است.
اوه یون‌سو (به کره‌ای: 오연수)، (زاده ۲۷ اکتبر ۱۹۷۱ - سئول) بازیگر در کره جنوبی است. او به دلیل بازی در نقش بانو یوها مادر جومونگ در مجموعه تلویزیونی افسانه جومونگ شناخته شد.

## سریال‌های تلویزیونی
- سرنوشت یک مبارز (ام بی سی، ۲۰۱۱) در نقش ملکه ساتک بی
- زندگی تلخ و شیرین (۲۰۰۸) (ام بی سی)
- افسانه جومونگ (۲۰۰۶) (ام بی سی) در نقش بانو یوها
- پیشنهاد دوم (۲۰۰۴) (کی بی اس)
- دادستان نظامی دوبرمن(۲۰۲۲) (تی وی ان)
- مرد برفی (۲۰۰۳) (ام بی سی)
- عشق سخت (۲۰۰۲)